# Dodge Town Panel et Town Wagon
Le Dodge Town Panel et le Dodge Town Wagon sont respectivement un fourgon tôlé et un van de tourisme, fabriqués entre 1954 et 1966 aux USA et entre 1954 et 1971 en Argentine par Dodge. Les modèles ressemblent à ce qu'on appellerait un SUV de nos jours. Concurrents du Chevrolet Suburban, ils étaient initialement seulement disponibles en 2 roues motrices, mais les modèles à 4 roues motrices étaient finalement plus populaire. Le Dodge «Town Wagon» était une version «jumeau» du modèle Town Panel. Le Town Panel n'avait ni fenêtres ni sièges derrière le conducteur et était plutôt un véhicule à usage commercial. Dodge avait déjà construit des véhicules de livraison tôlés avant le Town Panel, mais il n'existait pas de nom pour ces véhicules jusqu'à ce que le Town Wagon le rejoigne.

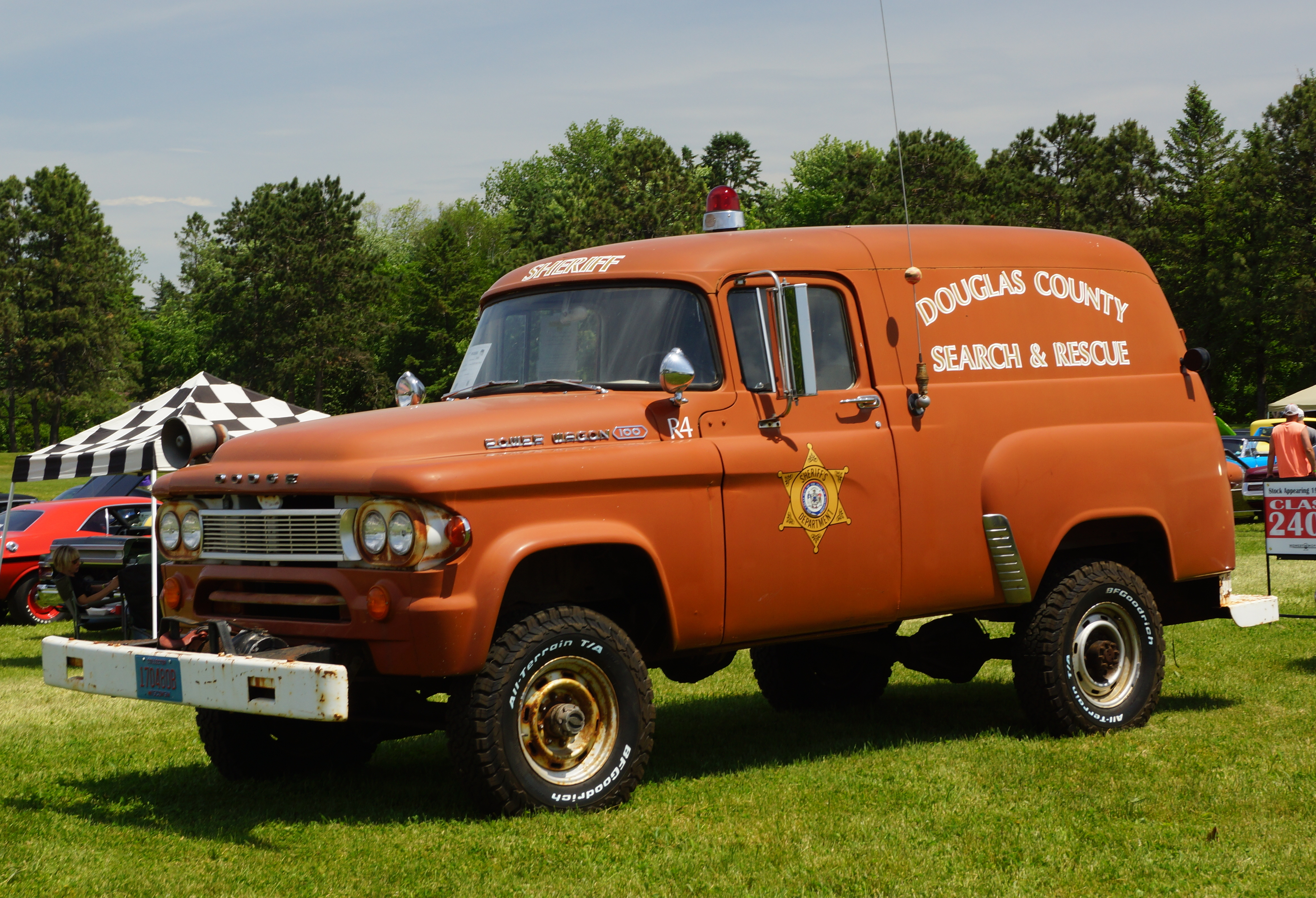
1965 Dodge Power Wagon W-100 Town Panel

Le Town Wagon en configuration quatre roues motrices s'appelait le Town Wagon Power Wagon. Offert à partir de 1957, il avait une position plus élevée, de grands élargisseurs d'aile et un badge "Power Wagon" le reliant au Dodge Power Wagon. Les Town Panel et Town Wagon étaient basés sur la conception des pick-ups Dodge C Series avec des ailes arrondies et un pare-brise enveloppants. Même après la mise en vente des pick-ups Dodge D Series avec des ailes carrées et un pare-brise plats, les Town Wagon ont conservé la conception en tôle de 1958 des pick-ups normaux et lourds C Series.